# El tirano
El tirano es una historieta de 1999 del autor de cómics español Francisco Ibáñez, perteneciente a su serie Mortadelo y Filemón.

## Trayectoria editorial
Publicada en 1999 en el número 148 de la Colección Olé y un mes más tarde en el número 78 de Magos del Humor.

## Sinopsis
Mortadelo y Filemón deberán dirigirse a la República de Chula con la misión de eliminar al dictador Antofagasto Panocho, que gobierna el país de un modo tiránico.
Accidentalmente impiden un atentado contra él, por lo que son nombrados jefes de su guardia personal. A partir de ahí se les ocurren miles de ideas para eliminarle, pero fallan todas, una tras una.
En determinado momento el juez Calzón ordena su extradición para que sea juzgado, por lo que la misión de Mortadelo y Filemón cambia y ahora habrán de proteger a Panocho para que la orden de extradición pueda cumplirse. Sin embargo, ahora que deben protegerle solo logran causarle daños. Finalmente le dejan en estado crítico, provocando la ira del Súper, aunque resulta que la extradición es anulada, por lo que el Súper les da una paga extra y unas vacaciones.

## Comentarios
La historia está basada en el caso del dictador chileno Augusto Pinochet, y en los intentos del juez Baltasar Garzón por lograr su extradición para juzgarlo en España. El país de Chula, y su capital, Sandalio, equivalen a Chile y Santiago de Chile. Augusto Pinochet aparece como Antofagasto Panocho (su nombre está basado, presumiblemente, en el de la región chilena de Antofagasta y en el del dialecto del español utilizado en la Huerta de Murcia, el panocho), y el juez Garzón como el juez Calzón. Aunque a Ibáñez le preocupaba que Pinochet muriera antes de que apareciera el álbum, el personaje volvió a aparecer en historietas posteriores, incluso tras la muerte de su referente real.
Aparecen además otros personajes reales como el príncipe Carlos de Gales (convertido ya casi en un personaje más de la serie desde la aparición del álbum El pinchazo telefónico).